# Мексиканское космическое агентство
Мексиканское космическое агентство (исп. Agencia Espacial Mexicana — AEXA) — космическое агентство, созданное 20 апреля 2010 года после утверждения Палатой депутатов.
Основные инициаторы проекта — Фернандо де ла Пенья и американский астронавт мексиканского происхождения Хосе Эрнандес. Цель создания AEXA — содействовать развитию космических технологий, повышение конкурентоспособности мексиканских компаний и создание резюме из исследований, проведённых в бывшей национальной комиссией «del Espacio Exterior, CONEE».

## Происхождение
Хотя изучением астрономии в регионе занимались ещё в доисторические времена, и в колониальный период был всплеск интереса, прародителем агентства считается Национальная Комиссия по Исследованиям Космического Пространства (CONEE). Её офис при секретариате связи и транспорта проводил эксперименты в области ракетной техники, телекоммуникаций и атмосферных исследований с 1962 по 1976 гг. После его роспуска некоторые мероприятия были профинансированы уже исчезнувшем Мексиканским институтом связи (на текущий момент преобразован в Федеральную комиссию по телекоммуникациям), а также некоторыми учреждения высшего образования, такими как Национальный автономный университет Мехико, Национальный Политехнический Институт, Национальный Институт Астрофизики, Оптики и Электроники, Центр Научных Исследований и Высшего Образования Энсенады и CINVESTAV.

### Планы агентства
В первоначальные планы AEXA входит исследование космоса, доставка грузов и экипажей на МКС, запуск спутников.
AEXA планирует плотно сотрудничать с ISRO, с которым в июне 2022 года подписало соглашение о наращивании сотрудничества.